# 國立皇家海軍博物館
國立皇家海軍博物館（英語：National Museum of the Royal Navy），成立於2009年初，是英國的非政府部門公共機構，國立皇家海軍博物館的場館遍及英國各地，詳細介紹了英國皇家海軍在海上、水下、陸地和空中作戰的歷史。

## 場館
國立皇家海軍博物館總共有以下場館分布在英國的不同城市：
- 哈特爾浦國立皇家海軍博物館：位於哈特爾浦傑克遜碼頭。[1]
- 樸資茅斯國立皇家海軍博物館：位於漢普郡樸資茅斯造船廠。[2]
- 皇家海軍陸戰隊博物館：位於樸資茅斯。（2017年4月關閉。）[3]
- 皇家海軍潛艇博物館：位於戈斯波特。
- 艦隊航空兵博物館：位於伊爾切斯特的約維爾頓皇家海軍航空站。
- 海軍火力擴張博物館：位於漢普郡戈斯波特。[4]